# 久慈市
久慈市（日语：／ Kuji shi */?）是位於日本岩手縣東北部的市，也是其周邊行政區的中心城市。東邊面向太平洋，西部坐落著北上山地，當地人則集中在久慈站周邊的市區。久慈市在江戶時代作為鐵砂、馬匹與海產的產地而繁榮，而當地自古時便生產琥珀，現時則是日本國內最大的琥珀產地。久慈市是擁有柔道十段的柔道家三船久藏的故鄉，因此市內相當盛行柔道，每年會定期舉辦三船十段杯爭奪柔道大會。而當地也盛行棒球。

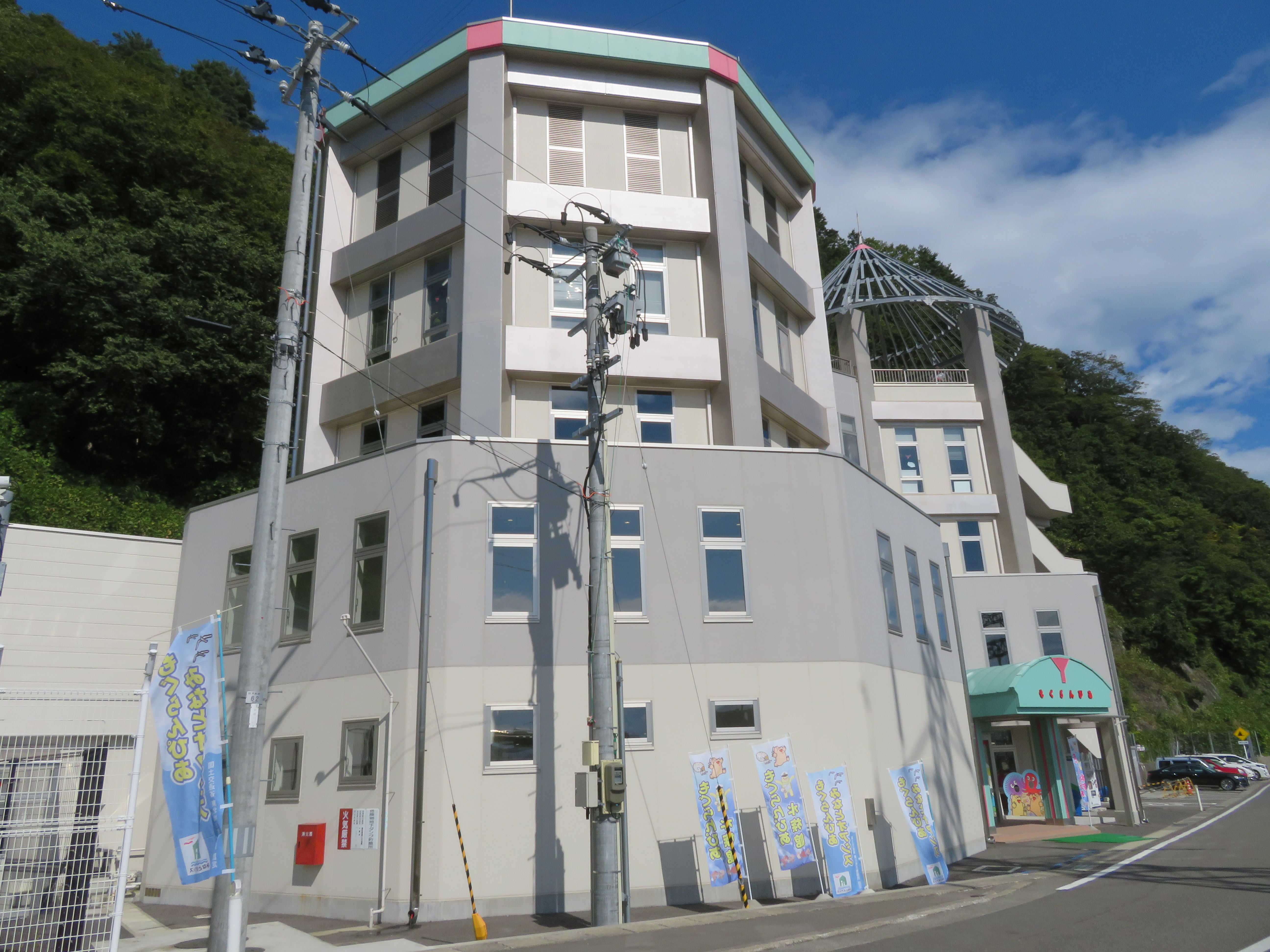
久慈地下水族科學館的所在地「Moguranpia」

久慈市內也坐落著日本第一個也是目前唯一的地下水族科學館。該水族館在2011年的東日本大地震中損毀，經整修後於2016年4月重新開幕。而當地也作為NHK在2013年播出的晨間劇「小海女」的故事舞台之一而聞名。

## 地理
久慈市境內約86%的土地被森林覆蓋。轄區東邊為面向太平洋的海階，西部則為海拔1000公尺以上的北上山地北端。西南部的平原地帶較少且多為山地，其中約70%的面積被海拔400公尺以上的高地覆蓋，且坡度多超過20度。久慈川、長内川、夏井川等河流經市內，並在東邊注入久慈灣。宇部川則流經轄區東南部，並在野田村注入野田灣。久慈市的沿海地區位於三陸復興國立公園的範圍內，其中小袖海岸在內的三陸地質公園於2013年獲得認證為日本地質公園，並於2023年再度獲得認證。

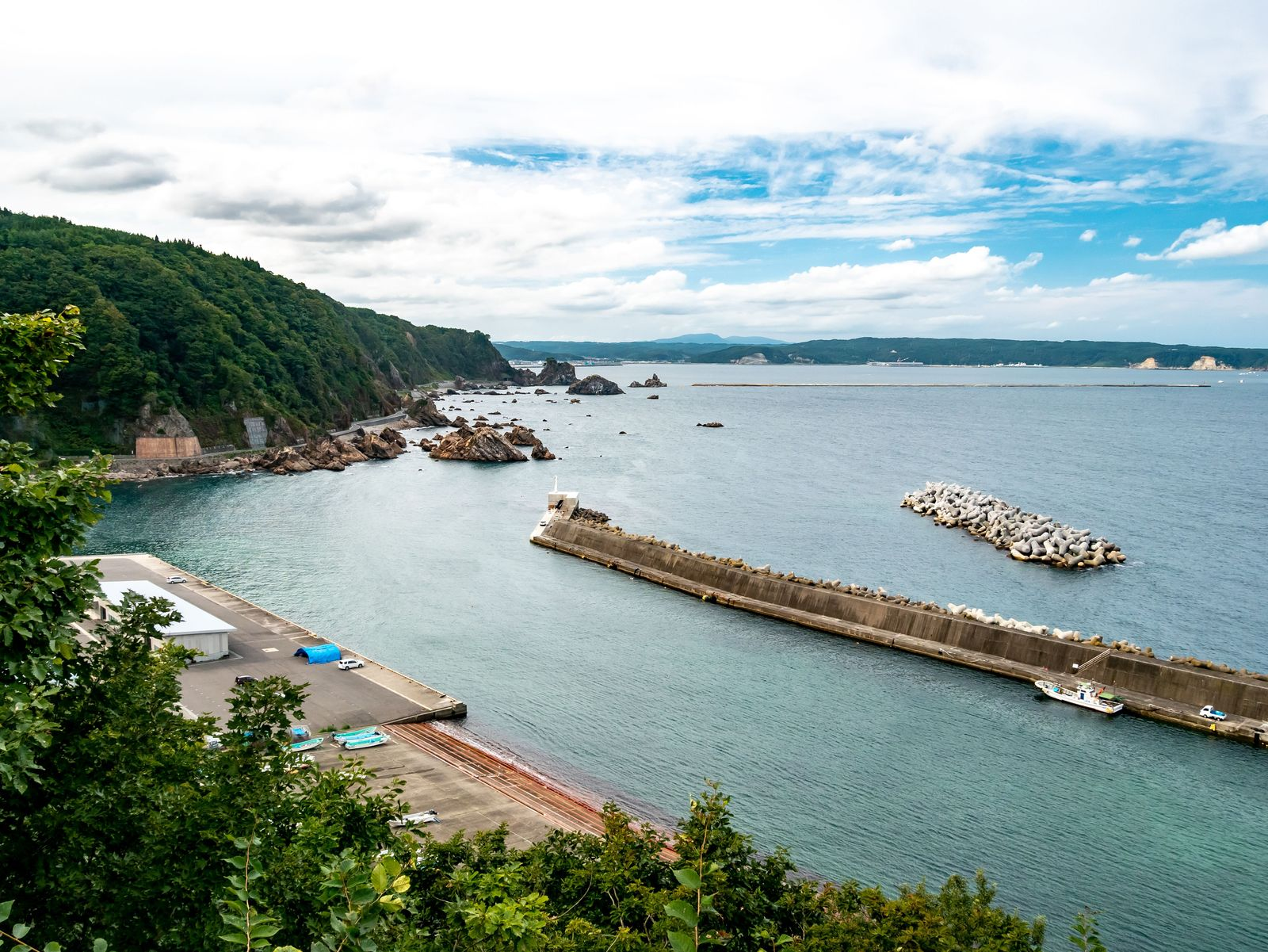
位於宇部町的小袖漁港

### 氣候
久慈市的氣候同時具有海洋性氣候與大陸性氣候的特徵。根據統計，2009年至2018年當地的年均溫為10.2℃，年均降雨量則約1214毫米。夏季受到來自太平洋的山背影響，因此氣候較為涼爽；冬季的氣候雖較為溫和，但會受到強勁的西北季風吹拂，初春時期甚至會發生焚風。而位於西側的山間地帶在冬季時的降雪量較多。

## 歷史
久慈市自古時便有人類居住，市內挖掘出的石器與土器等文物可追溯至約1萬年前的石器時代。當地自古以來便以生產琥珀而聞名，其生產的琥珀被運往近畿地方的奈良等地作為裝飾品與寶石。
根據史料記載，備前守久慈信實在文明年間（1469年至1487年）獲領久慈地區並自稱為久慈氏，同時將久慈城作為其一族的居城。此後久慈氏以該城為據點統治久慈地方約100多年。天正19年（1591年），南部氏第24代當主南部晴政去世後，南部氏內部的勢力分為擁護南部信直擔任家主的一方，以及擁護南部晴繼擔任家主的九戶政實。在南部晴繼去世後，由南部信直出任南部氏第25代家主。而九戶政實趁著豐臣秀吉實施奧州仕置之際於天正19年（1591年）3月舉兵反抗，為九戶政實之亂。當時的久慈城主久慈直治與其女婿久慈政則作為九戶政實方的武將參戰。最初九戶方的勢力在動亂中占上風，但在總大將豐臣秀次率領的6萬大軍包圍下被迫退守至九戶城。9月4日，九戶政實開城投降，並且與久慈直治、久慈政則等人被送往栗原郡的三迫（現宮城縣栗原市）處死，久慈氏直系至此滅亡。而久慈城則在豐臣秀吉的命令下遭到破壞。
江戶時代，久慈地區位於八戶藩與盛岡藩的邊界，並作為鐵砂、馬匹與海產的產地而繁榮。明治維新後，久慈地區在隸屬的縣級行政區上歷經多次變更，並且於明治5年（1872年）由岩手縣負責管轄。明治11年（1878年），九戶郡分割成南九戶郡與北九戶郡，而現今久慈市的大部分地區在當時皆位於南九戶郡內。明治22年（1889年）4月，日本在當地實施町村制，並設置久慈町、長內村、大川目村、夏井村、山根村、宇部村、山形村與侍濱村。明治29年（1896年），南九戶郡與北九戶郡合併成九戶郡。
昭和27年（1952年），長內村改制成長内町。昭和29年（1954年），久慈町、長内町、大川目村、侍濱村、夏井村與山根村合併成久慈市。平成18年（2006年）3月6日，久慈市與山形村合併，形成現今的久慈市。
2011年3月11日的日本東北地方太平洋近海地震在久慈市引發震度5弱的地震，並造成4位市民死亡、2人失蹤與1248棟建築物毀損，其中568棟毀損的建築物為住宅。根據統計，久慈市在東日本大震災中的災損總額約為310億9千萬日圓。

## 行政
現任市長遠藤讓一於2022年3月在選舉中第2次自動當選，其任期將持續至2026年3月。

## 經濟
根據日本2015年的國勢調查統計，久慈市的就業人口中有9.4%從事第一級產業，28.4%的就業人口從事第二級產業，其餘的62.2%則從事第三級產業。當地的農業以生產菠菜和人工種植的香菇等農作物為主，其中菠菜的種植面積因市內的就業人口高齡化與勞動力不足等問題而減少。漁業方面，地處沿海地帶的小袖海岸位於世界三大漁場之一的三陸沖的範圍內，因此海產資源相當豐富，鮑魚和人工養殖的海膽、大馬哈魚等皆為當地的特產。而當地的海女「北限海女」也因NHK在2013年播出的晨間劇「小海女」以久慈市作為故事舞台之一而聞名。此外，久慈市自古便生產琥珀，是日本國內最大的琥珀產地。而當地在近年來也致力於生產岩手木炭，並且與二戶地區共同為日本產量最大的木炭產區。

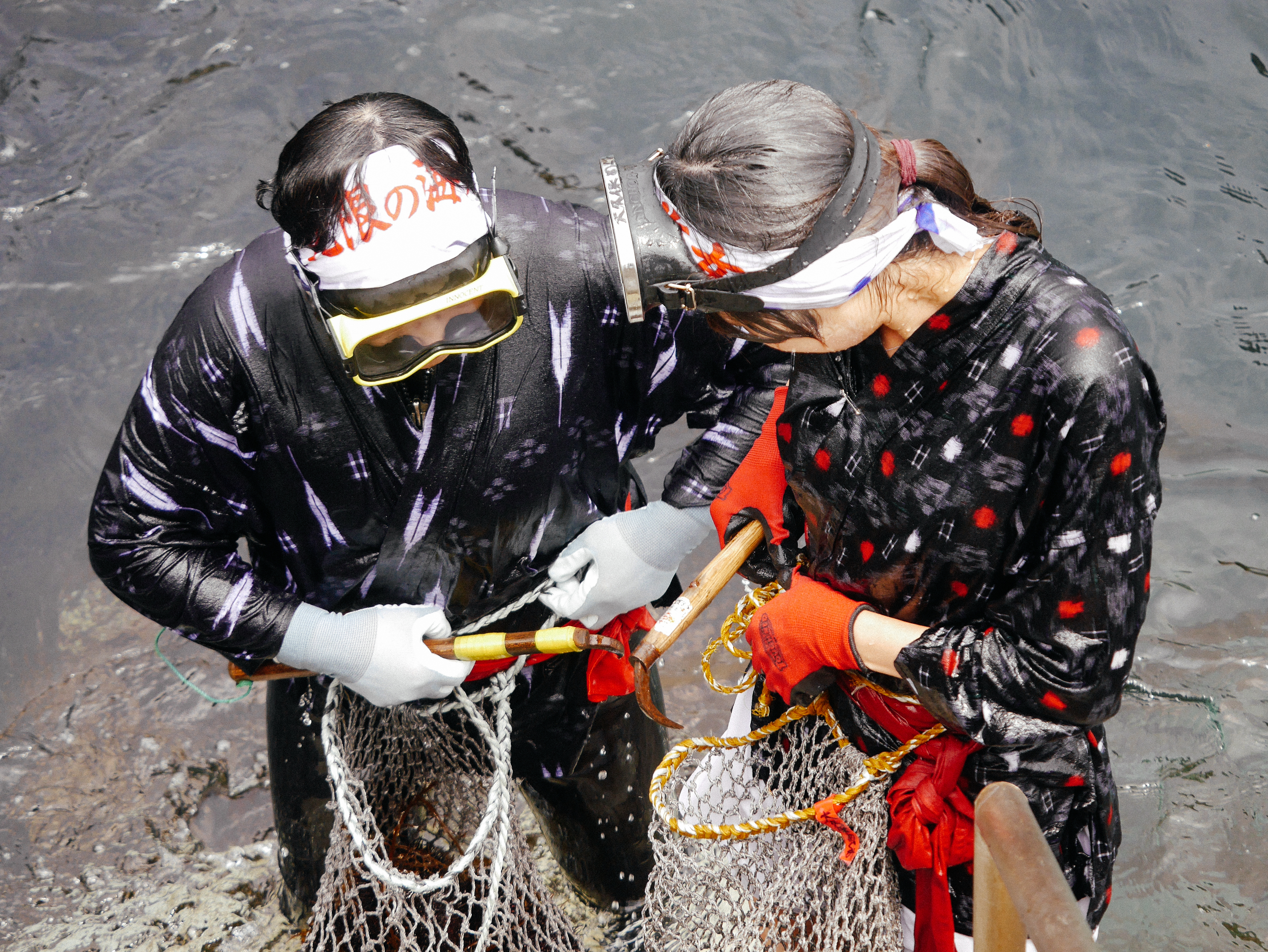
北限海女

由於久慈市內擁有小袖海岸等豐富的自然景觀，以及久慈琥珀博物館、久慈地下水族科學館等景點，因此吸引許多遊客前來。根據統計，2015年至2019年當地每年約有61.1萬至80.2萬名遊客到訪。2020年和2021年受到嚴重特殊傳染性肺炎疫情的影響下滑至30.6萬名與29.8萬名，至2022年則回升至40.4萬名。

## 教育
久慈市內共有13所小學校、8所中學校與3所高等學校。根據2023年5月的統計，市內共有1431名小學生、840名中學生與873名高等學校的學生。

## 交通

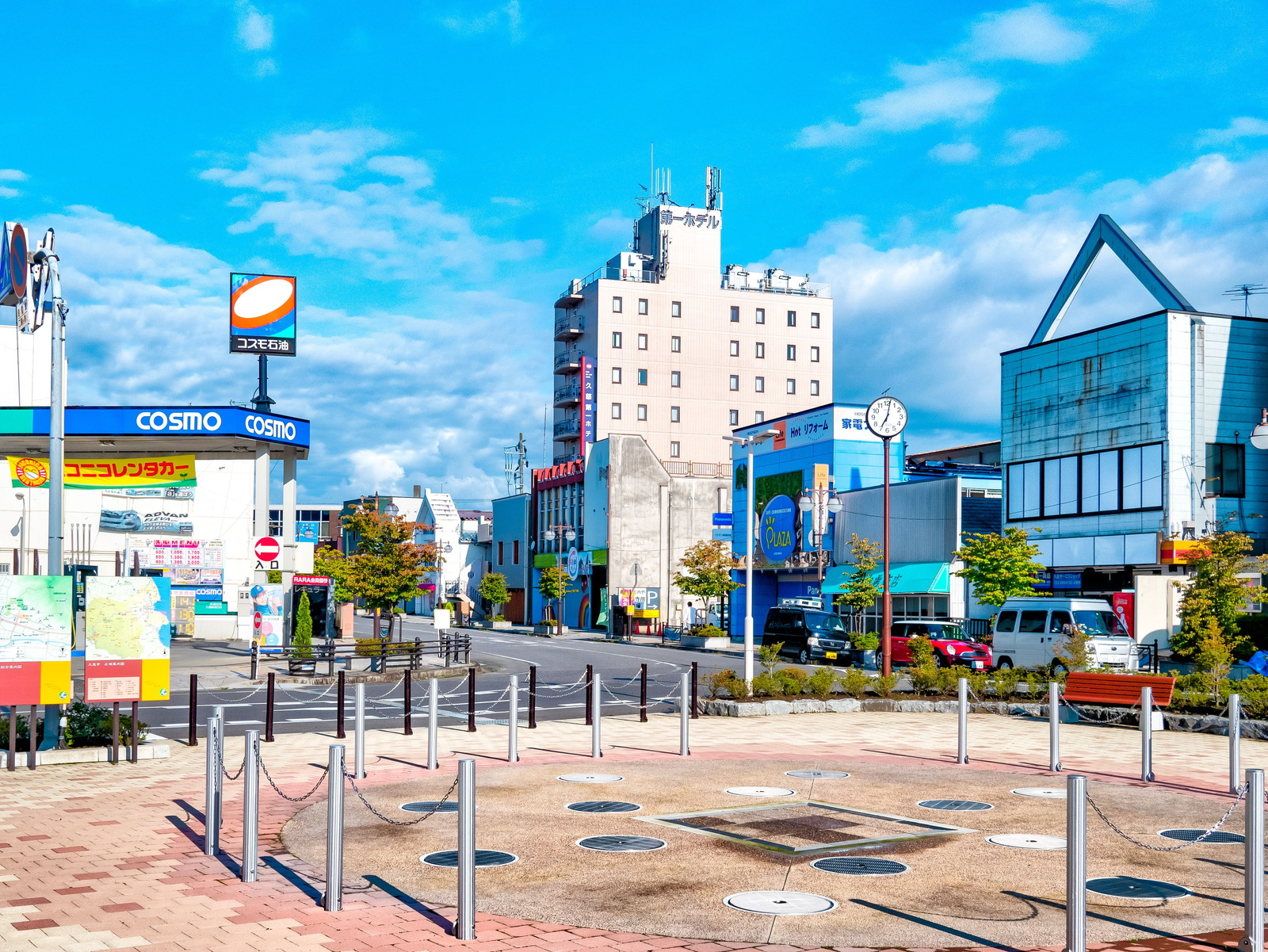
久慈車站前的景色

國道45號與三陸沿岸道路以接近平行的方式穿越久慈市的沿岸地區，國道281號橫貫轄區，國道395號則從事市中心往西北延伸。而三陸沿岸道路則在市內設置共6個交流道。鐵路方面，東日本旅客鐵道的八戶線與三陸鐵道的谷灣線皆通過久慈市內，而位於市中心的久慈站為八戶線與谷灣線的終點站。八戶線另在轄區北部設置侍濱站與陸中夏井站，谷灣線則往南設置陸中宇部站。

## 姊妹城市
久慈市與以下外國行政區為姊妹城市:
| 國家   | 城市                   | 締結日期      |
| ------ | ---------------------- | ------------- |
| 美国   | 富蘭克林（印第安納州） | 1960年10月5日 |
| 立陶宛 | 克萊佩達（克萊佩達縣） | 1989年7月9日  |